# Ben Bobzien
Ben Justus Bobzien (Gießen, 29 aprile 2003) è un calciatore tedesco, attaccante dell'Austria Klagenfurt in prestito dal Magonza.

## Carriera

### Club
Bobzien è cresciuto nel settore giovanile del Magonza, con cui ha debuttato il 18 ottobre 2022 nell'incontro di DFB-Pokal vinto 3-0 contro il Lubecca. Il 31 gennaio 2023 è stato ceduto in prestito per una stagione al Elversberg in 3. Liga.
Il 7 agosto seguente è stato nuovamente ceduto in prestito, in Austria all'Austria Lustenau.

### Nazionale
Ha giocato nelle nazionali giovanili tedesche Under-19 ed Under-20.

## Statistiche

### Presenze e reti nei club
Statistiche aggiornate al 2 maggio 2024.
| Stagione        | Squadra          | Campionato      | Campionato | Campionato | Coppe nazionali | Coppe nazionali | Coppe nazionali | Coppe continentali | Coppe continentali | Coppe continentali | Altre coppe | Altre coppe | Altre coppe | Totale | Totale | Totale |
| Stagione        | Squadra          | Comp            | Pres       | Reti       | Comp            | Pres            | Reti            | Comp               | Pres               | Reti               | Comp        | Pres        | Reti        | Pres   | Reti   |        |
| --------------- | ---------------- | --------------- | ---------- | ---------- | --------------- | --------------- | --------------- | ------------------ | ------------------ | ------------------ | ----------- | ----------- | ----------- | ------ | ------ | ------ |
| 2020-2021       | Magonza II       | RL              | 1          | 0          |                 | -               | -               |                    | -                  | -                  |             | -           | -           | 1      | 0      |        |
| 2021-2022       | Magonza II       | RL              | 13         | 5          |                 | -               | -               |                    | -                  | -                  |             | -           | -           | 13     | 5      |        |
| 2022-gen. 2023  | Magonza II       | RL              | 15         | 4          |                 | -               | -               |                    | -                  | -                  |             | -           | -           | 15     | 4      |        |
| 2022-gen. 2023  | Magonza          | BL              | 0          | 0          | CG              | 1               | 0               |                    | -                  | -                  |             | -           | -           | 1      | 0      |        |
| gen.-giu. 2023  | Elversberg       | 3L              | 14         | 0          | CG              | 0               | 0               |                    | -                  | -                  |             | -           | -           | 14     | 0      |        |
| 2023-2024       | Austria Lustenau | BL              | 25         | 1          | CA              | 1               | 0               |                    | -                  | -                  |             | -           | -           | 26     | 1      |        |
| Totale carriera | Totale carriera  | Totale carriera | 68         | 10         |                 | 2               | 0               |                    | -                  | -                  |             | -           | -           | 70     | 10     |        |

## Palmarès

### Club

#### Competizioni nazionali
- 3. Liga: 1

Elversberg: 2022-2023